# Fanfulla
O Fanfulla é um tradicional veículo de comunicação da comunidade italiana, editado em São Paulo. Existente desde 1893, deixou de ser impresso a partir de 2014, seguindo por um tempo apenas com um portal eletrônico, atualmente inativo.

## Origens do nome
O nome do periódico ítalo-brasileiro faz uma homenagem à Fanfulla da Lodi, nome de batalha de um líder italiano nascido na província de Lodi, região da Lombardia, noroeste da Itália. A data de nascimento e o nome do guerreiro Fanfulla da Lodi não são exatos. Historiadores italianos discordam sobre o seu o nome verdadeiro nome.

## História
Fundado em 1893 pelo imigrante italiano Vitaliano Rotellini, o Fanfulla começou como um semanário domingueiro até 1898. De 1899 até fins de 1900 mudou o nome para Gazzetta del Popolo, mantendo a epígrafe Fanfulla. Posteriormente retorna ao título inicial e torna-se um diário vespertino. Em 1908, o jornal passa a ser gerido por Angelo Pocci
O jornal ficou fora de circulação durante a Segunda Guerra Mundial. Foi reeditado por Gaetano Cristaldi que o vendeu a Alessandro Del Moro em 1963, permanecendo com o titulo original até 1 de outubro de 1965. Após um ano de intervalo, em 4 de novembro de 1966 (data escolhida por ser o Dia da Vitória dos Aliados na Segunda Guerra Mundial) retornou assim como iniciou, semanalmente, mas dessa vez sob a "testata" La Settimana del Fanfulla.
Existindo através de décadas é a publicação de maior importância e tradição direcionada à comunidade ítalo-brasileira. Ao longo dos anos o jornal serviu como meio de integração e informação entre os tantos italianos e ítalo-brasileiros que viviam em São Paulo. Graças ao jornal esses tantos imigrantes podiam ler sobre os principais acontecimentos da capital paulista no seu idioma (língua italiana) e também puderam se manter informados sobre os principais acontecimentos do seu país de origem (Itália) numa época em que os meios de comunicação ainda davam os seus primeiros passos.
Originalmente o Fanfulla era um jornal editado por italianos, predominantemente em língua italiana, com a sua distribuição principalmente na cidade de São Paulo. No século XIX em São Paulo existiam diversos jornais em língua italiana fundados ao longo dos anos. Os primeiros jornais de caráter italiano publicados em São Paulo foram identificados a partir de 1870 com: Garibaldi de Ferdinando Turchi, e Il Movimento do mesmo ano.
Em seguida, apareceu: Il Corriere D'Italia, L'Emigrante, La Bestia Umana , L'Immigrante.
Em 1886-1887: Gli Italiani in Brasile, Gli Italiani a San Paolo, Il Tevere.
Em 1889: La Lega Italiana, Il Fulmine.
Em 1890: Il Progresso Italo-Brasiliano, Il Cittadino Italiano, Il Pensiero Italiano.
Em 1891 Il Messaggero e La Sfida.
Entre 1891-1896: Il Diavolo Nero, Gli Schiavi Bianchi, Le Forche Caudine, La Patria Italiana, L'Amico delle Famiglie, La Giustizia, Il Lavoro, Fanfulla, La Tribuna Italiana, L'Avvenire, L'Immigrante, Il Secolo, Il Popolo, Il Ficcanaso e Il Biricchino. Outras publicações surgiram no Interior de São Paulo como: La Lotta e L'Unione em Campinas e La Gazzeta della Domenica em Ribeirão Preto.
No interior do Rio Grande do Sul era fundado, em 1890, o primeiro semanário: L'Italiano (de Cesare Pelli) e depois L'Avvenire. Em Porto Alegre o primeiro jornal em Italiano foi: Il Corriere Cattolico, que surgiu em 1891, seguido pelo Commercio Italiano e por L'Italia.
No século XX foram fundados novos jornais de caráter italiano em São Paulo, entre eles:
- Moscone, 1924, humorismo, bilíngue (português/italiano), de Vicente Ragogneti[5]
- Giornale Degli Italiani, 1946, (1ª fase), de Walter Intini
- La Tribuna italiana, 1948, (2ª fase), Nuziato Nastari
- Giornale Degli Italiani, 1949, (2ª fase), Vito Intimi
- Moscardo, 1956, (2ª fase), humorismo, em português, Vicente Ragogneti
- Il Picolo, 1958, (2ª fase), Paolo Mazzoldi, Arturo Trippa
- La Settimana (continuação do Fanfulla), 1966, bilíngue (português/italiano), Alessandro Del Moro com a esposa Mariana Dellarole
- Corriere Italo-Brasiliano, 1974, Américo Bologna.[5]

Quando adentramos no campo político nos deparamos também com um número surpreendente de títulos vinculados a movimentos operários, socialistas, anarquistas, anarco-sindicalistas, Republicanos, Monárquicos e religiosos.
Seja qual for a cifra exata, existe um ponto em comum entre os autores. 1870-1940 foi um período em que publicou-se uma quantidade expressiva de periódicos em Língua italiana e/ou bilíngue com destaque para São Paulo, que em 1907 mantinha a circulação de cinco diários: Fanfula, La Tribuna Italiana, Il Secolo, Avanti! e Corriere D’Italia.
Entre todos os jornais ítalo-brasileiros o Fanfulla se tornou o de maior relevância. A sua tiragem chegou a 20.000 cópias em 1915 e 40.000 em 1934, o que lhe colocava como o segundo jornal com maior tiragem em São Paulo, ficando atrás somente d'O Estado de S. Paulo.
Foi nas páginas do Fanfulla que alguns italianos de São Paulo decidiram convocar pessoas interessadas em fundar um clube de futebol que representasse a colônia italiana, dando origem ao Palestra Itália, fundado em 26 de agosto de 1914.

### A partir da década de 1980
Em 1981, Sandro Del Moro faleceu e sua esposa Mariana Dellarole com a ajuda do sobrinho Luciano Dellarole continuou a editar. Em 1999, uma mudança importante: a passagem do sistema tipográfico para o offset [com o chumbinho a quente das linotipos, os clichês de zinco montados sobre base de madeira e as letras (tipos) que formavam os títulos das matérias sendo aposentados], permitindo a introdução do uso de cores na impressão da capa e contracapa. Em 2001, a volta do uso do nome original, mais conhecido e mais forte, FANFULLA. Ao final de 2009, os filhos de Luciano, sobrinhos-netos de Mariana, Leonardo e Guilherme Dellarole passam a integrar a Direção do FANFULLA, que ganhou um site (embora antes já tivesse tido uma homepage). Em 2011 a periodicidade de circulação mudou de semanal para quinzenal. Em setembro do mesmo ano (2011) todas as páginas do jornal ganharam cores. Simultaneamente o seu portal eletrônico (site) foi totalmente reformulado e aprimorado, possibilitando o acesso online às edições, uma exclusividade para os assinantes. 
De janeiro de 2012 até dezembro de 2013, além do formato impresso, as páginas do jornal também podiam ser visualizadas através de um painel digital no website, com recurso que permitia o download das páginas. A filosofia de evolução contínua aliada à tradição, a partir do início de 2013 tornou este acesso livre a qualquer visitante, o que proporcionou um grande benefício aos anunciantes. Em 2014 o formato impresso do FANFULLA é extinto e a única forma de contato passa a ser pela Internet. De 2010 a março de 2018 todas as atividades do jornal seguiam por conta e sob os cuidados apenas de Leonardo Dellarole. Em abril de 2018 o jornal Fanfulla é vendido e seus novos proprietários deixam de editá-lo.